# 何鴻鑾
何鴻鑾，CBE，JP[?]（1927年12月30日—2015年3月25日），前香港政府官員，1973年成為首任民政署署長，1977年升任社會事務司，1983年出任工商司，另外還歷任行政立法兩局官守議員。1987年退出港府後，他旋即出任公務員敘用委員會主席，1991年卸任後舉家遷居英國。
何鴻鑾畢業於香港大學，1954年加入港府任估稅官，1957年轉任官學生（政務官前身），早年曾任漁農處助理處長及工商業管理處副處長等職，是二戰後初年少有的華人政務官。在社會事務司任內，他負責協助港督麥理浩爵士推動社會福利改革，並曾參與處理1977年發生的金禧事件。他後來在工商司任內除了處理貿易配額等貿工問題，還在1985年起兼任中英聯合聯絡小組英方成員。
何鴻鑾是香港望族何東家族的成員，祖父何福是富商何東爵士二弟，嘗任怡和洋行華總司理及立法局非官守議員，另堂兄何鴻燊是澳門富商，有「賭王」之稱。

## 生平

### 早年生涯
何鴻鑾1927年12月30日生於香港，是何東家族成員，他對上有兩名兄長和兩名胞姊，在家中排行最小。何鴻鑾的祖父何福是何東爵士二弟，嘗任怡和洋行買辦和華總司理，以及立法局非官守議員。何鴻鑾的父親何世奇是何福幼子，母親羅巧貞（Doris Lo）是身兼事務律師的行政立法兩局非官守議員羅文錦爵士之胞妹。此外，有「賭王」之稱的澳門富商何鴻燊是他的堂兄。
何鴻鑾1934年至1941年間受教於聖若瑟書院，1941年因太平洋戰爭爆發和香港淪陷而被迫中斷學業。戰後，何鴻鑾重新入讀香港華仁書院預科，同年獲港府獎學金考入開始復課的香港大學，主修經濟，後於1950年取得文學士榮譽學位畢業。此外，何鴻鑾於1948年加入香港義勇防衛軍（1951年和1970年分別改名「皇家香港義勇防衛軍」和「皇家香港軍團（義勇軍）」），後來轉入後備役，至1973年4月才從軍中辭職。

### 港府生涯
一心希望加入港府當官學生（即政務官前身）的何鴻鑾雖然通曉中英文，而且擁有會計專業學歷，但官學生長久以來由英國本土人士擔任，歷來只曾有徐家祥一名華人在1948年獲得聘用，結果身為混血兒的何鴻鑾未能實現他的願望。在大學畢業前，宏利保險雖然願意聘任何鴻鑾為保險推銷員，但他沒有接受，相反，他在1950年參加殖民地福利事務訓練班，獲派往倫敦的英國稅務局總部接受為期三年的培訓，同時擔任屬於初級職位的稅務督察一職。
1954年，何鴻鑾由英國學成返港，旋獲港府聘任為估稅官。不過，估稅官屬於政府的中下層職位，無需任何專業資格，他甚至戲言這份工作是通常給一些沒有專業知識的退役英軍軍人擔任，因此他並不感到特別的興趣。雖然如此，適逢港府在1950年代開始銳意推行公務員本地化，並開放更多像官學生一類的高級職位讓華人出任，這為何鴻鑾投考官學生帶來新的機會。
擔任估稅官三年後，何鴻鑾終於在1957年成功獲港府聘任為二級官學生，成為歷來第八位擔任政務官的華人。轉任官學生後，何鴻鑾最初出任助理華民政務司，1958年改任助理輔政司兼行政立法兩局副秘書，是首位出任兩局副秘書的華人。1963年，何鴻鑾出任助理財政司，同年3月10日獲奉委為官守太平紳士，一直到1966年，他獲改調為漁農處助理處長，到1968年為止。
1968年，何鴻鑾獲擢升為首長級丙級政務官，同年出任工商業管理處助理處長，未幾調升為副處長。在任內，他曾經長期署任工商業管理處處長一職達六個月，並同時暫任立法局官守議員。1973年，港督麥理浩爵士改組政府架構，輔政司署增設民政科，由民政司任首長，而原來的民政司署則改名為民政署，隸屬於民政科，由新設的民政署署長擔任首長。民政署成立之初，本由原副民政司湛保庶於1973年9月3日出任首任署長，但在任一個多月後即由何鴻鑾於10月15日接任。當時他又兼任香港房屋委員會委員，而民政司黎敦義則是他的上司。翌年，何鴻鑾進一步成為首長級乙級政務官，是港府內少有的高級華人政務官。
何鴻鑾在1976年1月獲港府補送往英國皇家國防學院深造，以便為升任更高級職位作好準備。同年年底，何鴻鑾從英國返港出任副社會事務司，至翌年4月接替李福逑出任社會事務司兼立法局官守議員。1977年，香港發生稱為金禧事件的教育界醜聞，引起社會輿論激辯，港督麥理浩為回應社會訴求，在1978年宣佈成立金禧中學事件調查委員會，由香港大學校長黃麗松教授出任主席，而委員則包括香港理工學院助理院長盧景文教授和執業大律師黃陳善茹。當時，何鴻鑾選定以年輕政務官許仕仁擔任調查委員會秘書，並向麥理浩加以推薦。可是，麥理浩對他的推薦有所保留，他除了警告何鴻鑾要「以人頭擔保」以外，又要求如果處理手法有任何失當之處，要由何鴻鑾本人負責。結果，許仕仁成功協助委員會制定為各方接受的解決方案，使事件得以完滿化解，也令麥理浩對他留下深刻的印象。
何鴻鑾的其他工作還包括在1979年參與制定和發表《進入八十年代社會福利白皮書》，該白皮書為1980年代的社會福利政策訂立藍圖大綱，提出由政府資助非政府機構在地區層面提供社會福利服務，並由社會福利署負責中央規劃、統籌、管理、以及籌辦全港性的宣傳運動。此外，何鴻鑾也有份計劃在葵涌和新界沙田興建葵涌醫院和威爾斯親王醫院，據何鴻鑾在退休後憶述，葵涌醫院原本命名為「瑪嘉烈精神科醫院」，但有意見認為精神病院不應與皇室成員的名字連在一起，結果未有採納。至於威爾斯親王醫院原本建議以安妮公主命名，但因為「安妮」一名與「安寧」一詞的發音相近，最終被認為不吉祥而沒有採用。
在社會事務司任內，何鴻鑾獲得麥理浩的賞識而屢獲調升，他不單止在1978年晉升為首長級甲級政務官，翌年更進一步升級為最高級的布政司署司級政務官。1981年，他獲英廷頒授CBE勳銜，以表揚他在政府多年來供職的表現。

### 工商司生涯
1983年2月，何鴻鑾擔任的社會事務司因政府改組架構而易名為衛生福利司，同月，他接替杜華改任工商司。在任內，他完成前工商署改組工作，並處理不少貿易問題，包括與各國重新談判多種纖維協定及各類雙邊紡織品貿易協議，又採取措施和設立對抗保護主義專責委員會，尋求方法舒緩美國保護主義對香港對外貿易所構成的壓力。何鴻鑾任內還展開對紡織品配額制度的全面檢討，以及加強政府對工業界的輔助服務。
隨著英國與中華人民共和國在1984年簽署《中英聯合聲明》，香港步入1997年主權移交前的「過渡期」。何鴻鑾有份參與香港主權移交前在商貿方面的中英談判。他除了在1985年出任行政局非官守議員外，同年5月獲委任為中英聯合聯絡小組英方成員。當時聯絡小組的英方首席代表是外交部助理次官衛奕信，英方成員除了何鴻鑾外，還包括港府政治顧問布義德、外交部香港司司長高德年和英國駐華使館政務參贊唐蓀，當中只有何鴻鑾是華人。儘管何鴻鑾擁有紐西蘭國籍，但他同時擁有香港英國屬土公民國籍，任命一度遭到中方非議。英方要向何鴻鑾賦予英國公民國籍，事件才平息。在聯絡小組供職期間，何鴻鑾多次參與中英談判，成功為香港爭取於1986年4月起正式成為《關稅及貿易總協定》獨立締約成員。
何鴻鑾在1987年4月卸任工商司、行政立法兩局和中英聯合聯絡小組的職務，正式從港府退休。退休前夕，他在立法局會議上獲得署理港督鍾逸傑爵士和該局首席非官守議員鄧蓮如公開致謝和表揚。從港府退休後，何鴻鑾同年5月出任公務員敘用委員會主席，1988年6月22日獲港府奉委為非官守太平紳士，他在公務員敘用委員會一任四年，1991年6月由徐淦接任。
何鴻鑾出任政務官多年，不少華人政務官都是他的下屬，除了許仕仁外，也包括在任社會事務司時出任社會福利署副署長的陳方安生、和在任工商司時出任貿易署副署長的曾蔭權等。

### 晚年生涯
離開公務員敘用委員會後，港督衛奕信爵士曾有意找何鴻鑾協助港府培訓高級公務員，但他為了到英國陪伴剛臨盤的女兒而婉拒了港督的邀請。何鴻鑾本身擁有紐西蘭國籍，在中英聯合聯絡小組工作期間又取得英國公民國籍，這使他可以在香港主權移交前舉家遷居英國倫敦。
雖然退休後定居英國，但何鴻鑾仍視自己為地道的香港人，他曾經接受傳媒訪問，強調自己在香港出生，父祖也是香港人，所以香港是他的故鄉和「真正的家」，每次返回香港都像「歸鄉」。此外，不少像陳方安生等晚一輩的政務官也十分關心已經退休的何鴻鑾，他們每次到訪倫敦，都會專程探望和問候何鴻鑾，維繫感情。
何鴻鑾退休後曾表示「退休公務員」和「退役軍人」一樣，脫離隊伍後就應該嚴守規則，不問政事，所以他退休後設法保持低調，也沒有憑藉自己在工商科的經歷而投身商界。晚年的何鴻鑾專注寫作，並在2005年和2010年先後出版Times of Change和Tracing My Children's Lineage兩本著作，前者講述自己的為官經歷，後者則研究何東家族的歷史。在2005年，何鴻鑾曾為自己的新書發佈而專程返港；在2007年，年近80歲的他再度訪港，出席牛津大學學者曾銳生博士的著作Governing Hong Kong（《管治香港》）之新書發佈會，該著作專門研究香港政務官的歷史，撰寫的時候曾獲何鴻鑾提供資料協助。
2015年3月25日，何鴻鑾經歷一場短病後卒於英國諾福克郡赫瑟西特堂療養院（Hethersett Hall Care Home），終年87歲。其喪禮在同年4月15日於倫敦摩特雷克火葬場（Mortlake Crematorium）舉行。

## 個人生活
何鴻鑾在1956年娶楊展翹（Grace Irene Tsin-kiu Young，1929年－2007年）為妻，兩人育有兩子一女。何楊展翹早年入讀拔萃女書院，與丈夫同樣在1950年從香港大學取得文學士學位畢業。本身從英國格雷律師學院獲得執業大律師資格的何鴻鑾夫人曾長年任職於油麻地小輪公司，歷任公司秘書、總監、副總經理、總經理和董事等職；也是港府交通諮詢委員會委員、香港旅遊協會管理委員會委員、廉政公署貪污問題諮詢委員會、以及環境污染問題諮詢委員會委員等。
何鴻鑾夫人在1971年2月1日獲港府奉委為非官守太平紳士，1974年至1984年任市政局委任議員，任內曾於1976年出任清潔香港運動主席，以及爭取女性公務員與男性公務員享有「同工同酬」的待遇。
何鴻鑾夫人在1982年英女皇壽辰名單中獲勳OBE勳銜，表揚她在擔任社會公職方面的貢獻。何鴻鑾夫人晚年熱心參與香港大學英國校友會的活動，她在2007年4月17日於當地逝世，終年78歲。

## 部份著作
- Times of Change: A Memoir of Hong Kong's Governance 1950–1991. Hong Kong: Hong Kong University Press, 2005.
- Tracing my children's Lineage. Hong Kong: Hong Kong Institute for the Humanities and Social Sciences, University of Hong Kong, 2010.

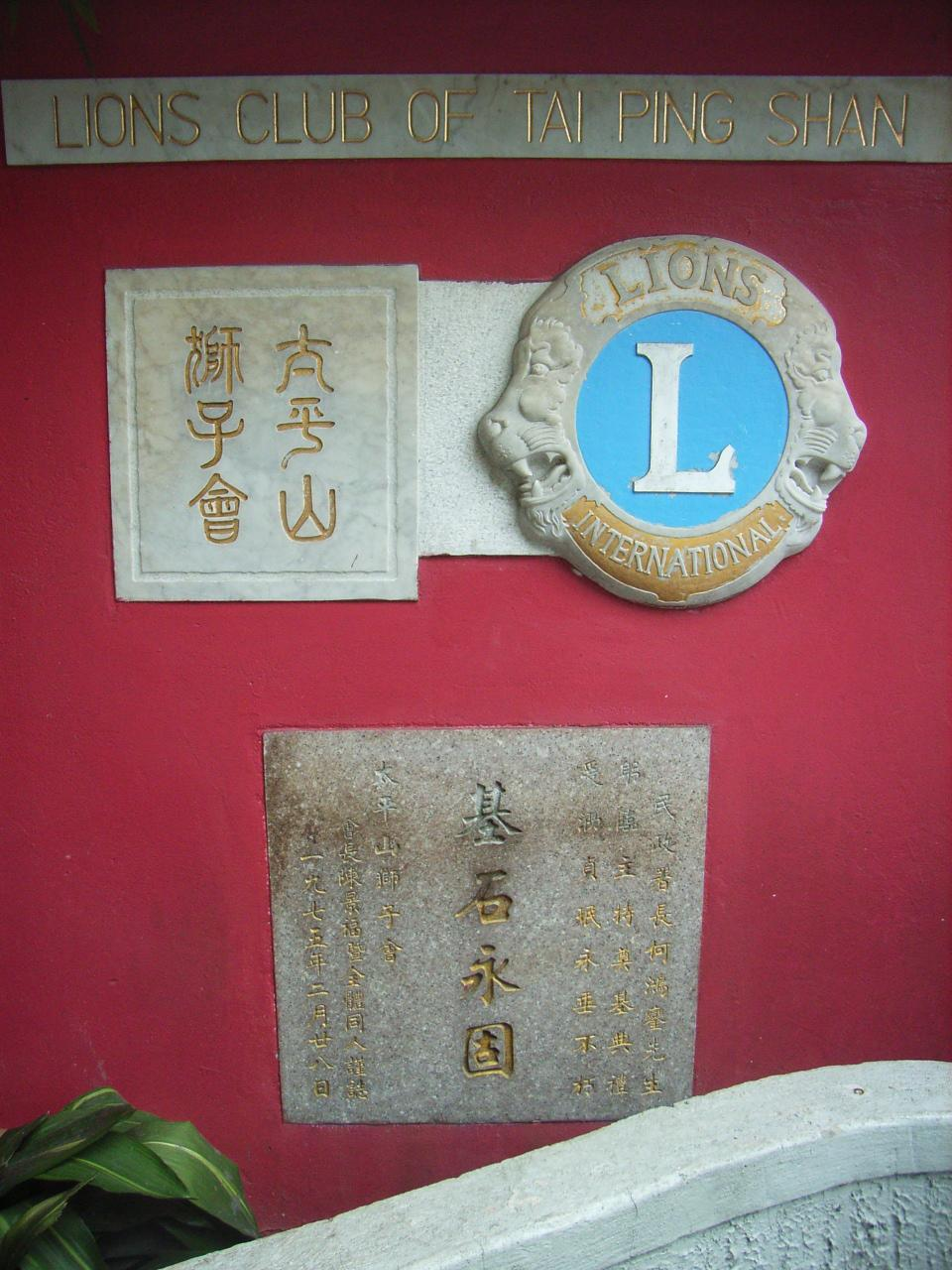
1975年2月28日，何鴻鑾以民政署署長身份為太平山獅子亭立下奠基石（圖下）

## 榮譽

### 殊勳
- 以下列出榮譽全稱及縮寫：^ 
  - 太平紳士（J.P.） （官守，1963年3月10日[6]）
  - 英帝國司令勳章（C.B.E.） （1981年英女皇壽辰授勳名單[11]）
  - 太平紳士（J.P.） （非官守，1988年6月22日[6]）

### 名銜
- 何鴻鑾 （Eric Ho，1927年12月30日－1963年3月10日）
- 何鴻鑾，JP （Eric Ho, JP，1963年3月10日－1977年4月）
- 何鴻鑾議員，JP （The Hon. Eric Ho, JP，1977年4月－1981年6月）
- 何鴻鑾議員，CBE，JP （The Hon. Eric Ho, CBE, JP，1981年6月－1987年4月）
- 何鴻鑾，CBE（Eric Ho, CBE，1987年4月－1988年6月22日）
- 何鴻鑾，CBE，JP（Eric Ho, CBE, JP，1988年6月22日－）

## 注腳
1. 1 2 3 4 5 6 7  Who's Who in Hong Kong. Hong Kong: Asianet Information Services Ltd., 1988.
2. 1 2 3 4 5 6 7 8 9 10 11 12 13 14 15 16 17 18 19 20 21  何美華，〈高官師父何鴻鑾專訪〉，《香港經濟日報》A04，2005年3月21日。
3. ↑  "Obituary" (retrieved on 10 April 2015)
4. 1 2 3  Who's Who 2011. London: A & C Black, 2011.
5. 1 2 3 4 5 6  〈何鴻鑾奉委任民政署長〉，《工商日報》第七頁，1973年10月20日。
6. 1 2 3 4 5 6  岑維休主編，《香港年鑑》。香港：華僑日報，1967年至1991年（歷年）。
7. 1 2 3  〈嘉道理爵士獲封終身貴族，何鴻鑾施同福等榮獲勳銜〉，《工商日報》第八頁，1981年6月13日。
8. ↑  Hong Kong Annual Departmental Report by the Director of Home Affairs, E. P. HO, JP for the Financial Year 1973-74 (1974), pp. 22 & 35.
9. 1 2  〈何鴻鑾將接任副社會事務司〉，《工商日報》第五頁，1976年12月5日。
10. ↑  梁可欣編，《最後六任港督的聲音》。香港：商務印書館，2010年。
11. 1 2  "Supplement to Issue 48639 （页面存档备份，存于）", London Gazette, 12 June 1981, p.17.
12. 1 2 3 4 5 6 7  《立法局會議過程正式紀錄》。香港：香港立法局，1987年4月1日。
13. 1 2  〈中英聯絡小組名單發表，首次會議七月在英召開〉（1985年5月22日）
14. ↑  《公務員敘用委員會二零零零年年報》。香港：公務員敘用委員會，2000年。
15. ↑  卓妮，〈中環出更：一代華人高官重臨香江〉，《東方日報》A10，2007年10月25日。
16. 1 2  . Telegraph Announcements .   [2015-04-11]. （原始内容存档于2022-03-31）.
17. 1 2 3 4  "In Memoriam", Convocation Newsletter Fall Issue 2007. Hong Kong: University of Hong Kong, 2007.
18. ↑  "Supplement to Issue 49008 （页面存档备份，存于）", London Gazette, 11 June 1982, p.17.

### 英文資料
- Hong Kong Annual Departmental Report by the Director of Home Affairs, E. P. HO, JP for the Financial Year 1973-74. Hong Kong: Home Affairs Department, 1974.
- Who's Who in Hong Kong. Hong Kong: Asianet Information Services Ltd., 1988.
- "In Memoriam （页面存档备份，存于）", Convocation Newsletter Fall Issue 2007. Hong Kong: University of Hong Kong, 2007.
- Who's Who 2011. London: A & C Black, 2011.
- "Ho Eric Peter CBE JP(HK) （页面存档备份，存于）", Telegraph Announcements, March 2015.
- "Obituary", The Royal Hong Kong Regiment (The Volunteers) Association, retrieved on 10 April 2015.

### 中文資料
- 岑維休主編，《香港年鑑》。香港：華僑日報，1967年至1991年（歷年）。
- 〈何鴻鑾奉委任民政署長〉，《工商日報》第七頁，1973年10月20日。
- 〈何鴻鑾將接任副社會事務司〉，《工商日報》第五頁，1976年12月5日。
- 〈嘉道理爵士獲封終身貴族，何鴻鑾施同福等榮獲勳銜〉，《工商日報》第八頁，1981年6月13日。
- 〈中英聯絡小組名單發表，首次會議七月在英召開〉，《大公報》第一張第一版，1985年5月22日。
- 《立法局會議過程正式紀錄 （页面存档备份，存于）》。香港：香港立法局，1987年4月1日。
- 《公務員敘用委員會二零零零年年報》。香港：公務員敘用委員會，2000年。
- 何美華，〈高官師父何鴻鑾專訪〉，《香港經濟日報》A04，2005年3月21日。
- 卓妮，〈中環出更：一代華人高官重臨香江〉，《東方日報》A10，2007年10月25日。
- 梁可欣編，《最後六任港督的聲音》。香港：商務印書館，2010年。

## 延伸閱讀
- Tsang, Steve, Governing Hong Kong: Administrative Officers from the Nineteenth Century to the Handover to China, 1862-1997. Hong Kong : Hong Kong University Press, 2007.

## 外部連結
- Luncheon talk by Mrs. Carrie Lam and Mr. Eric Ho - 16th Apr 2005, University of Hong Kong Alumni Association United Kingdom Chapter
- Growing with Hong Kong. Hong Kong: Hong Kong University Press, 2002.

| 政府职务          | 政府职务                                  | 政府职务          |
| ----------------- | ----------------------------------------- | ----------------- |
| 前任： 湛保庶     | 民政署署長 1973年10月－1976年1月          | 繼任： 華樂庭     |
| 前任： 李福逑     | 社會事務司 1977年4月－1983年2月           | 繼任： 衛生福利司 |
| 前任： 社會事務司 | 衛生福利司 1983年2月                      | 繼任： 程慶禮     |
| 前任： 杜華       | 工商司 1983年4月－1987年4月               | 繼任： 麥高樂     |
| 官衔              |                                           |                   |
| 前任： 李福逑     | 公務員敘用委員會主席 1987年5月－1991年6月 | 繼任者： 徐淦     |